# Bidzjaagijn Daszgaj
Bidzjaagijn Daszgaj (mong. Бизъяагийн Дашгай, ur. 5 stycznia 1935 w ajmaku chubsugulskim) – mongolski biegacz narciarski i biathlonista, dwukrotny olimpijczyk.
Na zimowych igrzyskach olimpijskich w Innsbrucku wziął udział w narciarskim biegu na 30 kilometrów zajmując 58. miejsce. Pięć dni później w biathlonowym biegu na 20 kilometrów uplasował się na 42. pozycji. Cztery lata później na biathlonowym dystansie 20 kilometrów był 52.